# كولبي دونالدسون
كولبي دونالدسون (بالإنجليزية: Colby Donaldson)‏ هو ممثل أمريكي، ولد في 1 أبريل 1974 في الولايات المتحدة.

## أعمال

### أفلام
- (2013) المكالمة[5]

## وصلات خارجية
- كولبي دونالدسون على موقع IMDb (الإنجليزية)
- كولبي دونالدسون على موقع قاعدة بيانات الفيلم (الإنجليزية)